# Nora Elizondo Villarreal
Nora Elizondo Villarreal (Monterrey, México, 1960) es una científica Mexicana Regiomontana integrante del equipo de trabajo que creó el doctorado en Ingeniería Física Industrial de la Facultad de Ciencias Físico Matemáticas de la Universidad Autónoma de Nuevo León. Cuenta con una patente registrada en Rusia y más de 45 artículos indexados y participación en congresos y seminarios nacionales e internacionales.

## Trayectoria académica y profesional
Estudió Ingeniería Química en la Universidad Autónoma de Nuevo León y se doctoró en 1990 con mención honorífica en la Universidad Estatal Lomonosov, en Moscú, institución donde también realizó una estancia posdoctoral.
Desde 1992 se incorporó a la Facultad de Ciencias Físico Matemáticas de la Universidad Autónoma de Nuevo León como profesora investigadora. Pertenece a la Academia Mexicana de Ciencias y al Sistema Nacional de Investigadores. Su línea de investigación es la nanotecnología.